# The Essential Billie Holiday – Carnegie Hall Concert
The Essential Billie Holiday – Carnegie Hall Concert ist der Mitschnitt eines Konzertes, das die Sängerin Billie Holiday am 10. November 1956 in der New Yorker Carnegie Hall gab. Die Aufnahmen wurden in LP-Form nach Holidays Tod erstmals 1961 von Verve Records veröffentlicht. Eine erweiterte Version mit den Zwischenerzählungen von Gilbert Milstein aus Holidays Autobiografie Lady sings the Blues erschien 1989 als Compact Disc.

## Das Album
Das Konzert war das zweite (und letzte) der Sängerin Billie Holiday in der New Yorker Carnegie Hall; das erste Konzert am 27. April 1948 fand zehn Tage nach ihrer Entlassung aus dem Gefängnis statt, nachdem sie neuneinhalb Monate wegen eines Drogendelikts einsaß. In ihrer Autobiografie schrieb sie später:

“The Carnegie Hall concert was the biggest thing that ever happened to me.”

Das zweite Konzert fand fast acht Jahre später statt. Im Mai 1956 gab es in einer New Yorker Wohnung mit Tony Scott (hier am Piano) erste Proben für das Konzert, das als Marketing-Veranstaltung für ihre Autobiografie Lady Sings the Blues gedacht war, die sie mit William Dufty geschrieben hatte. Im Juni 1956 fanden Studioaufnahmen mit Tony Scotts Orchester in New York statt.
Das öffentliche Interesse für Billie Holiday wuchs nach Erscheinen des Buchs im Herbst 1956 rapide an; ihre beiden Konzerte (das erste fand um 20 Uhr statt, das zweite begann um Mitternacht) in der Carnegie Hall waren beide ausverkauft.
Billie Holiday sang an dem Samstagabend im November dreizehn Nummern, darunter einige bekannte Standards aus ihrem Repertoire wie Body and Soul, Yesterdays, I Cover the Waterfront, It Ain’t Nobody’s Business oder I’ll Be Seeing You, das sie zuletzt 1944 aufgenommen hatte, ansonsten vorwiegend eigene Songs, darunter auch das neue Lied Lady Sings the Blues, das sie mit Herbie Nichols geschrieben hatte, Zwischen ihrem Programm, bei dem sie von einer Formation um den Schlagzeuger Chico Hamilton begleitet wurde, las Gilbert Millstein, Journalist und Musikkritiker der New York Times, Passagen aus ihrer Autobiografie vor. Bei sechs Titeln wurde die Band um die Swing-Veteranen Buck Clayton, Roy Eldridge und Coleman Hawkins erweitert.

## Titelliste

### LP-Ausgabe 1961
- Billie Holiday: The Essential Billie Holiday – Carnegie Hall Concert (Verve Records – V-8410[7])

| A1 Lady Sings the Blues 2:38 A2 It Ain’t Nobody’s Business 2:30 A3 Please Don’t Talk About Me When I’m Gone 1:43 A4 I’ll Be Seeing You 2:18 A5 I Love My Man 3:18 A6 Body and Soul 2:40 | B1 Don’t Explain 2:26 B2 Yesterdays 1:01 B3 My Man 3:13 B4 I Cried for You 3:09 B5 Fine & Mellow 3:15 B6 I Cover the Waterfront 3:46 B7 What a Little Moonlight Can Do 2:43 |

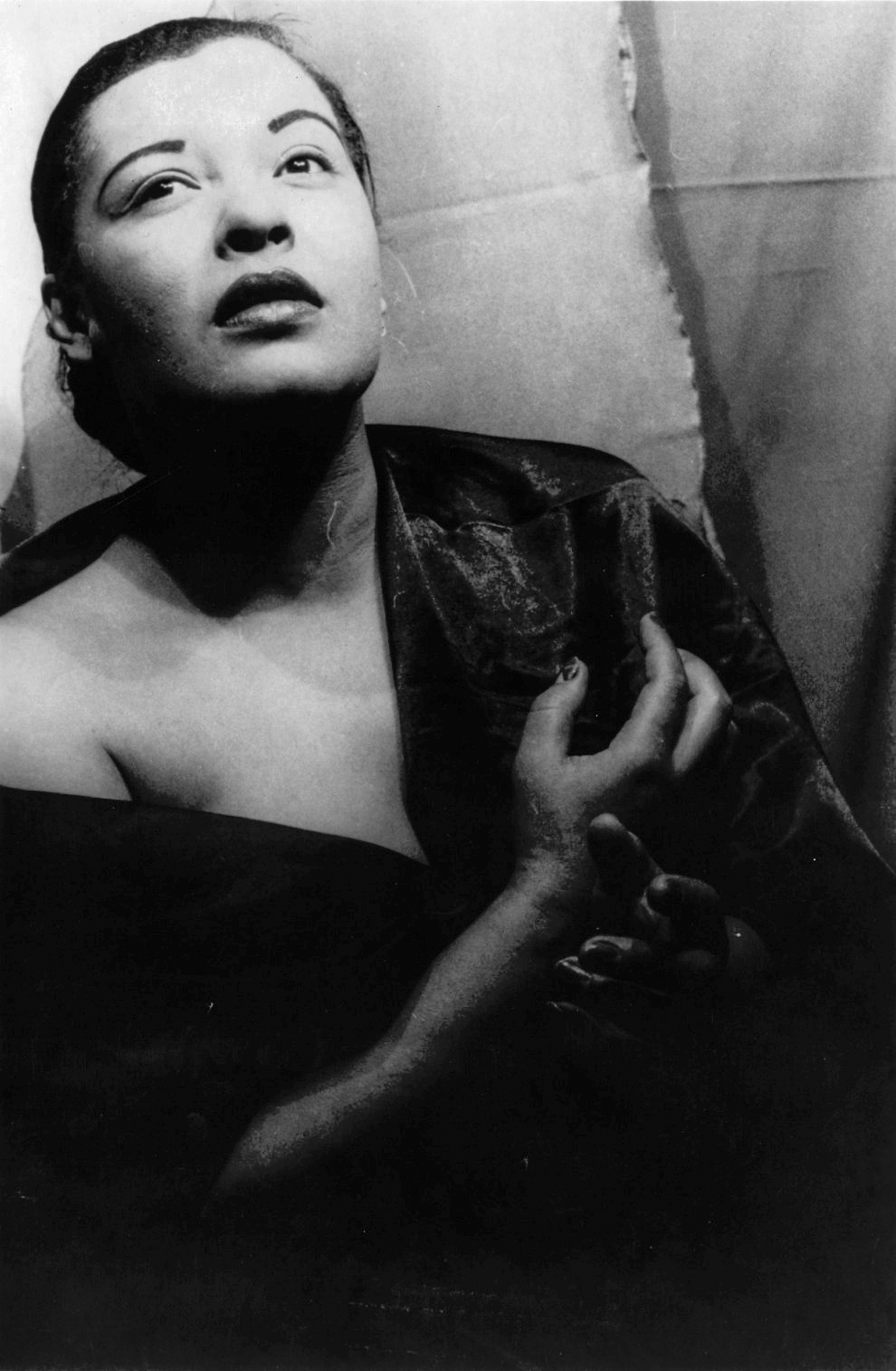
Billie Holiday, 1949
Foto: Carl van Vechten

### CD-Ausgabe 1989
- Billie Holiday: The Essential Billie Holiday – Carnegie Hall Concert (Verve Records – 833767-2)

1. Reading from Lady Sings the Blues – 2:52
2. Lady Sings the Blues (Billie Holiday, Herbie Nichols) – 2:38
3. Ain’t Nobody’s Business If I Do (Porter Grainger, Everett Robbins) – 2:33
4. Reading from Lady Sings the Blues/Trav'lin' Light (Trummy Young, Jimmy Mundy, Johnny Mercer) – 0:44
5. Reading from Lady Sings the Blues – 2:06
6. Billie’s Blues (Billie Holiday) – 3:20
7. Body and Soul (Edward Heyman, Robert Sour, Frank Eyton, Johnny Green) – 2:41
8. Reading from Lady Sings the Blues – 0:55
9. Don’t Explain (Billie Holiday, Arthur Herzog Jr.) – 2:30
10. Yesterdays (Jerome Kern, Otto Harbach) – 1:16
11. Please Don’t Talk About Me When I’m Gone (Sam H. Stept, Sidney Clare, Bee Palmer) – 1:43
12. I’ll Be Seeing You (Sammy Fain, Irving Kahal) – 2:28
13. Reading from Lady Sings the Blues – 2:50
14. My Man (Jacques Charles, Channing Pollack, Albert Willemetz, Maurice Yvain) – 3:13
15. I Cried for You (Gus Arnheim, Arthur Freed, Abe Lyman) – 3:09
16. Fine and Mellow (Billie Holiday) – 3:15
17. I Cover the Waterfront (Johnny Green, Edward Heyman) – 3:46
18. What a Little Moonlight Can Do (Harry M. Woods) – 2:49

## Rezeption
Beim Erscheinen des Albums 1961 nannte es das Billboard-Magazin „ein wahres Sammlerstück“ (A real collector’s piece). Obwohl Jazzaufnahmen mit unterbrechender Erzählung in der Regel vollkommen langweilig seien und nicht zum zweiten Abspielen führten, sei Holidays Konzertmitschnitt hörenswert, schrieb der Autor des Music Journal 1962.

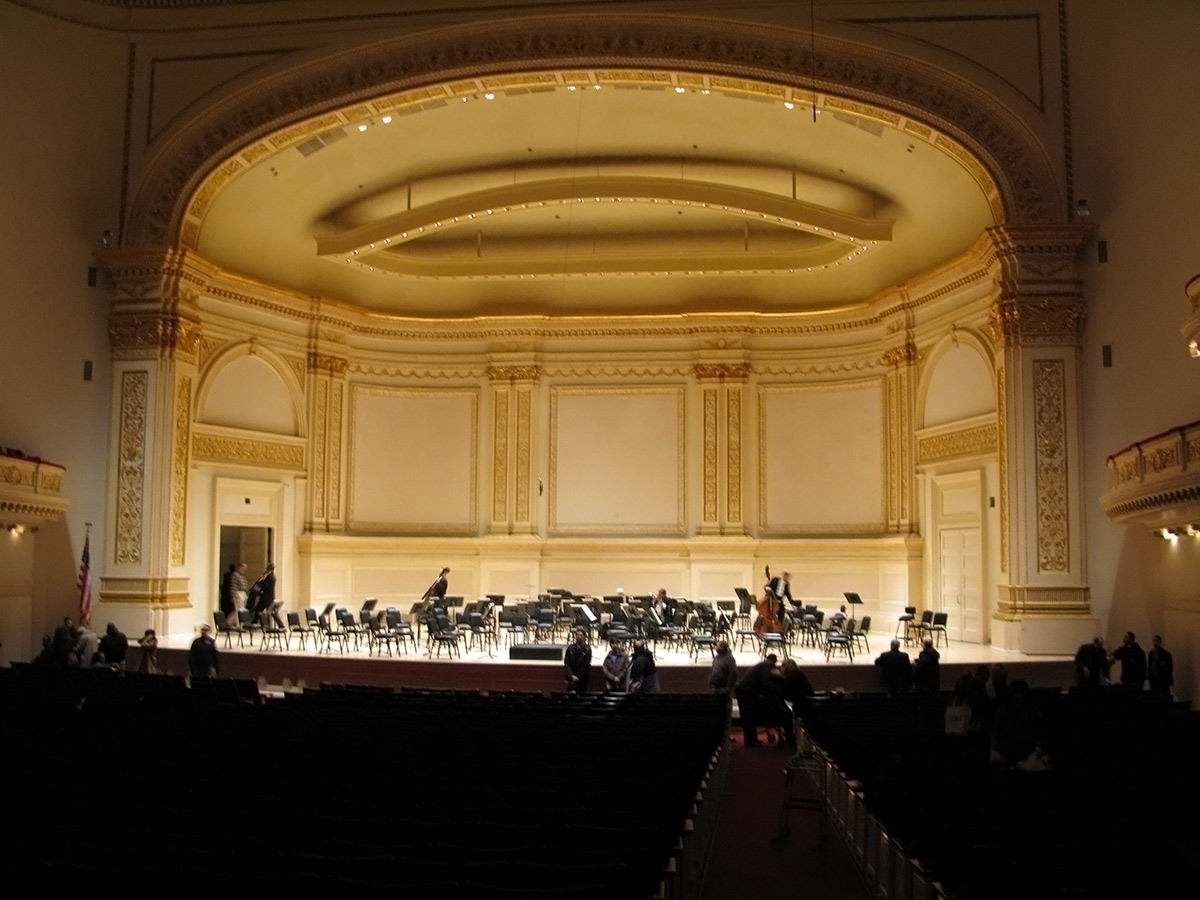
Blick zur Bühne der Carnegie Hall

Der Jazzkritiker Nat Hentoff vom Down Beat war bei dem Carnegie-Hall-Konzert dabei und schrieb in den Liner Notes des Original-Albums über Billie Holidays Auftritt:

“Throughout the night, Billie was in superior form to what had sometimes been the case in the last years of her life. Not only was there assurance of phrasing and intonation; but there was also an outgoing warmth, a palpable eagerness to reach and touch the audience. And there was mocking wit. A smile was often lightly evident on her lips and her eyes as if, for once, she could accept the fact that there were people who did dig her. […] The beat flowed in her uniquely sinuous, supple way of moving the story along; the words became her own experiences; and coursing through it all was Lady’s sound – a texture simultaneously steel-edged and yet soft inside; a voice that was almost unbearably wise in disillusion and yet still childlike, again at the centre. The audience was hers from before she sang, greeting her and saying good-bye with heavy, loving applause. And at one time, the musicians too applauded. It was a night when Billie was on top, undeniably the best and most honest jazz singer alive.”

„Während der ganzen Nacht war Billie in hervorragender Form, was in den letzten Jahren ihres Lebens manchmal vorkam. Da war nicht nur ihre sichere Phrasierung und Intonation; da herrschte auch eine aufgeschlossenen Wärme, ein spürbarer Wille, das Publikum zu erreichen und zu berühren. Und sie war interessiert und lustig. Auf ihren Lippen schien oft ein Lächeln zu erscheinen und scheinbar drückten ihre Augen aufnahmesweise aus, wie sie erkannte, dass dort Leute waren, die sie verstanden. […] Der Beat floss in ihrem unverwechselbar kurvigen und geschmeidigen Weg die Geschichte [ihres Lebens] entlang; die Worte wurden zu ihren eigenen Erfahrungen; und all dies durchlaufend war das Lady [Day’s] Sound – eine gleichsam stahlharte wie innen weiche Textur; eine Stimme, die meist unerträglich weise in ihrer Ernüchterung und gleichzeitig wie die eines Kindes war, noch einmal im Mittelpunkt. Das Publikum gehörte ihr schon, bevor sie sang, grüßte sie und sagte Auf Wiedersehen mit großem, liebevollem Applaus. Und auf einmal applaudierten auch die Musiker. Das war die Nacht, als Billie auf dem Gipfel war, unbestreitbar die beste und meist verehrte lebende Jazzsängerin.“

Nach Ansicht des Holiday-Biografen Donald Clarke gilt die Konzertfassung des Songs Lady Sings the Blues „als die beste Aufnahme, die es von dem Stück gibt.“ Für Melanie E. Bratcher stellt der Mitschnitt Holidays „gereifte Stimme“ heraus.
Allmusic bewertet das Album mit drei Sternen (An excellent live set. Holiday in wonderful form.) ebenso der Penguin Guide to Jazz.

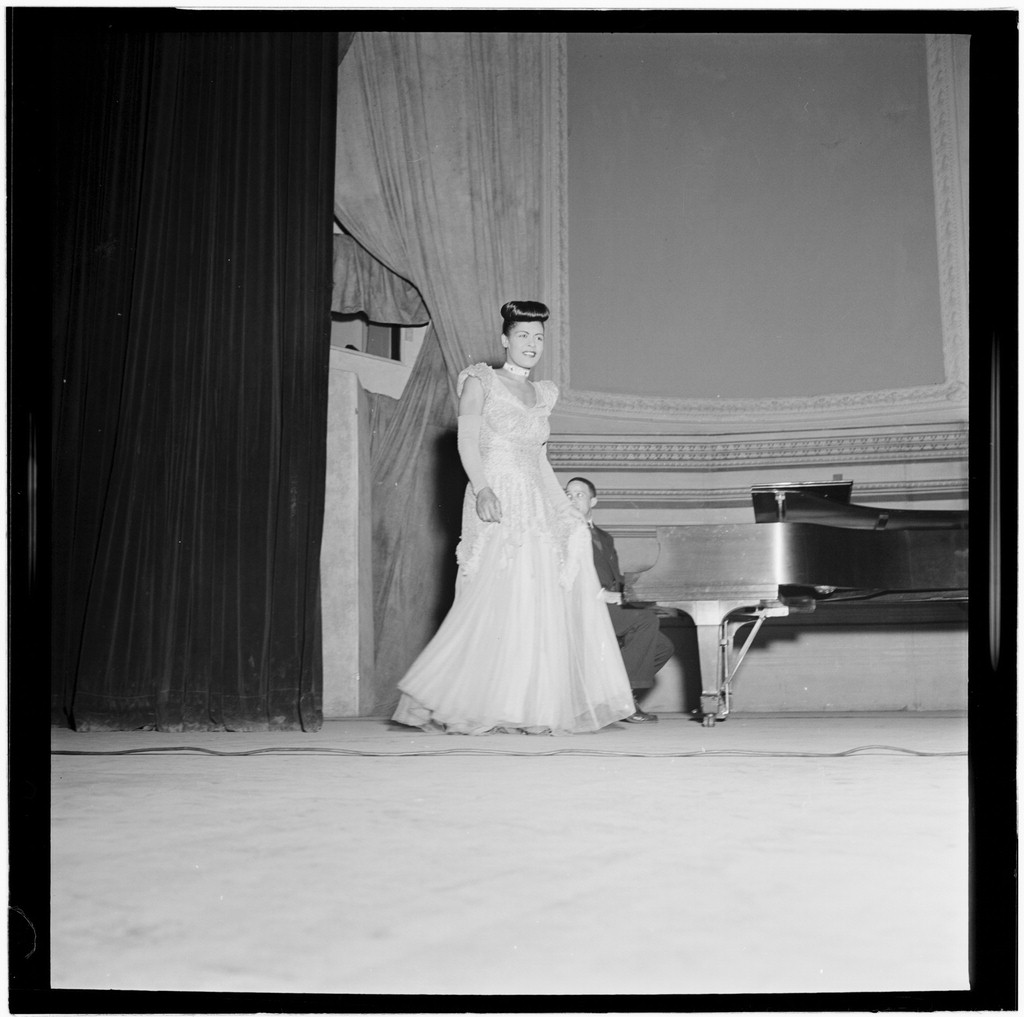
Billie Holiday 1948 bei ihrem ersten Auftritt in der Carnegie Hall. Foto William P. Gottlieb

Holidays Konzerte von 1948 und 1956 in dem ehrwürdigen Musentempel waren „eine letzte öffentliche Anerkennung des Jazz als Kunstform und des schwarzen Musikers als Künstler. Leben und Kunst wurden untereinander austauschbar. Und das Leben und die Kunst wurden zu einer Art von voyeuristischen Tragödie für das Publikum und eines sich selbst bewussten Künstlers.“